# August Carl Franz Meyer
August Carl Franz Meyer (* 1813 in Hannover; † 17. Dezember 1894 in Hameln) war ein deutscher Verwaltungsjurist.

## Leben
August Meyer war Sohn des Kaufmanns Meyer in Hannover. Meyer studierte ab 1834 Rechtswissenschaften an der Universität Göttingen und wurde im selben Jahr Mitglied des Corps Hannovera Göttingen. Nach dem Studium trat er in den Verwaltungsdienst des Königreichs Hannover ein und wurde 1841 Auditor in Hannover. 1846 wurde er in Hannover Amtsassessor und Bürgermeister der Vorstadt Hannover. 1855 wurde er zum Amtmann im Amt Salzhausen ernannt und als solcher 1860 in das Amt Otterndorf versetzt. Zuletzt war er Amtshauptmann und später Kreishauptmann im Amt Hameln mit dem Titel eines Geheimen Regierungsrats. Meyer war verheiratet. Der Sohn Justus Günter Meyer wurde Bürgermeister in Hameln.